# サトゥーン・ユナイテッドFC
サトゥーン・ユナイテッドFC（タイ語: สโมสรฟุตบอลสตูล ยูไนเต็ด, 英語: Satun United Football Club）は、タイ王国のサトゥーン県をホームタウンとするサッカークラブ。

## 歴史
2006年まではプロヴィンシャル・リーグ（プロ・リーグ）に所属していた。2003年にプロ・リーグ1（1部）で12位に終わり、プロ・リーグ2（2部）に降格したが、2004年に2部で優勝して1部に復帰した。
2007年にリージョナルリーグ・ディヴィジョン2（3部）に加入。2009年に地域リーグが創設されると、南部リーグに所属した。2009年は優勝したナラー・ユナイテッドFCと勝ち点差で並んだが、得失点差で2位に終わり、チャンピオンシップ出場を逃した。

## タイトル

### 国内タイトル
- リージョナルリーグ・ディヴィジョン2 南部
  - 準優勝 (1) :  2009
- プロ・リーグ2 (1) : 2004
- ヤマハ・タイ・カップ (2) : 1991, 1992

## 過去の成績
- 1999-2000 プロヴィンシャル・リーグ1 : 3位
- 2001 プロヴィンシャル・リーグ1 : 不明
- 2002 プロヴィンシャル・リーグ1 : 6位
- 2003 プロヴィンシャル・リーグ1 : 12位 (降格)
- 2004 プロヴィンシャル・リーグ2 : 優勝 (昇格)
- 2005 プロヴィンシャル・リーグ1 : 10位
- 2006 プロヴィンシャル・リーグ1 : 15位
- 2007 リージョナルリーグ・ディヴィジョン2 : 9位
- 2008 リージョナルリーグ・ディヴィジョン2 グループA : 10位
- 2009 リージョナルリーグ・ディヴィジョン2 南部 : 2位
- 2010 リージョナルリーグ・ディヴィジョン2 南部 : 4位
- 2011 リージョナルリーグ・ディヴィジョン2 南部 : 6位
- 2012 リージョナルリーグ・ディヴィジョン2 南部 : 5位
- 2013 リージョナルリーグ・ディヴィジョン2 南部 : 7位

## 歴代所属選手
- ムルン・アルタンホヤグ